# Era en abril
«Era en abril» es una canción compuesta por Jorge Fandermole y grabada originalmente por Juan Carlos Baglietto, junto a Silvina Garré, como parte de su primer álbum, Tiempos difíciles, en 1982. Al igual que los otros temas del disco, la canción nunca fue lanzada como sencillo, pero aun así gozó de gran difusión, volviéndose una de las canciones más populares de su intérprete original y de Fandermole, y una de las que ambos suelen tocar con frecuencia en conciertos.
Es un emblema del género de la trova rosarina, y desde su aparición es considerada como un clásico del cancionero popular argentino y del rock nacional.

## Historia
La letra de la canción narra la historia de una pareja, padre y madre, cuyo bebé no ha nacido porque muere, al parecer durante el parto, ya que dice: "No pudo llenarse la boca de voz, apenas vacío el vientre de mi dulce amor". La pareja habla del dolor que siente debido a su situación y cerca del final expresan que están considerando "marchar los tres, a quedarnos dos". La muerte (especialmente la infantil) y el suicidio eran dos temas casi tabú por aquellos años, por lo cual "Era en abril" causó un gran impacto.
Al principio, cuando la canción comenzó a ser interpretada por Baglietto y Garré en conciertos y la televisión, los oyentes creían que lo que se contaba era una historia real sucedida al dúo, que por aquel entonces estaban casados. Sin embargo, como explicaría el autor, Jorge Fandermole, esto no era cierto: "[Era en abril] Es un tema que compuse cuando tenía 15 años y no tiene que ver con ninguna experiencia personal o cercana. Es la construcción de una ficción triste que no volvería [a] hacer porque podría haber usado otra más interesante. Viene de una historia [en la] que uno quiere expresar algún rasgo de tristeza".

## Legado
La canción fue la inspiración para el nombre de la fundación de origen argentino Era en abril, que es la primera organización sin fines de lucro en Latinoamérica para brindar apoyo a los padres de bebés fallecidos en el embarazo, en el parto o después de nacer. La misma provee una contención integral en distintos niveles, grupos de ayuda mutua, acompañamiento profesional con profesionales especializados en duelo por muerte gestacional, neonatal e infantil; ofrece información, asesoramiento y capacitación a profesionales sanitarios y promueve programas de prevención y concientización relacionado con la problemática. En el sitio oficial de la fundación se explica como los creadores de la misma se sintieron identificados con la historia de la canción de Fandermole interpretada por Baglietto y Garré, y cómo esta fue fundamental en su decisión de crear Era en abril.